# Alue Majron
Alue Majron is een bestuurslaag in het regentschap Aceh Utara van de provincie Atjeh, Indonesië. Alue Majron telt 809 inwoners (volkstelling 2010).